# Großer Zschirnstein
Il Großer Zschirnstein, che raggiunge l'altezza di 561,74 metri sul livello del mare, è la più alta collina della Sassonia e della parte tedesca della catena montuosa delle Elbsandsteingebirge.

## Etimologia
Il nome pare derivare dalla radice slava che sta per "nero".

## Localizzazione geografica
Il Monte Zschirnstein è composto da due ripidi altopiani, la "Großer" e la "Kleiner Zschirnsteinturm" (ovvero la "Grande" e la "Piccola Torre Zschirnstein"). La via d'arrampicata Südwand (IV) permette di raggiungere direttamente il punto più alto della collina. Questa via costituisce una delle tre eccezioni al regolamento per le arrampicate della Svizzera sassone, che generalmente afferma che l'arrampicata sui massicci è vietata.
Sull'estremità sud, vicino al punto panoramico, sin dal 1865 era installata una "Colonna di Nagel"  (Nagelsche Säule), in memoria di August Nagel, professore sassone di Geodesia, a capo delle operazioni di rilevamento topografico della Sassonia durante il diciannovesimo secolo. Il rilevamento fu da lui condotto utilizzando la "triangolazione Königlich-Sächsische" . Altri punti di misurazione nella zona sono installati, tra gli altri, sui monti Raumberg, Lilienstein, sul  Cottaer Spitzberg e sull'Hoher Schneeberg. La colonna che era posta sul Großer Zschirnstein è andata perduta intorno al 1900 e nel maggio 2011 al suo posto è stata eretta una replica.

## Geologia
Questa tipica mesa è fatta di roccia arenaria. Sulla sommità dell altipiano si trova una estrusione basaltica risalente al periodo Terziario che è stata sottoposta ad estrazione in una piccola cava per ottenerne pietre.

## Vista

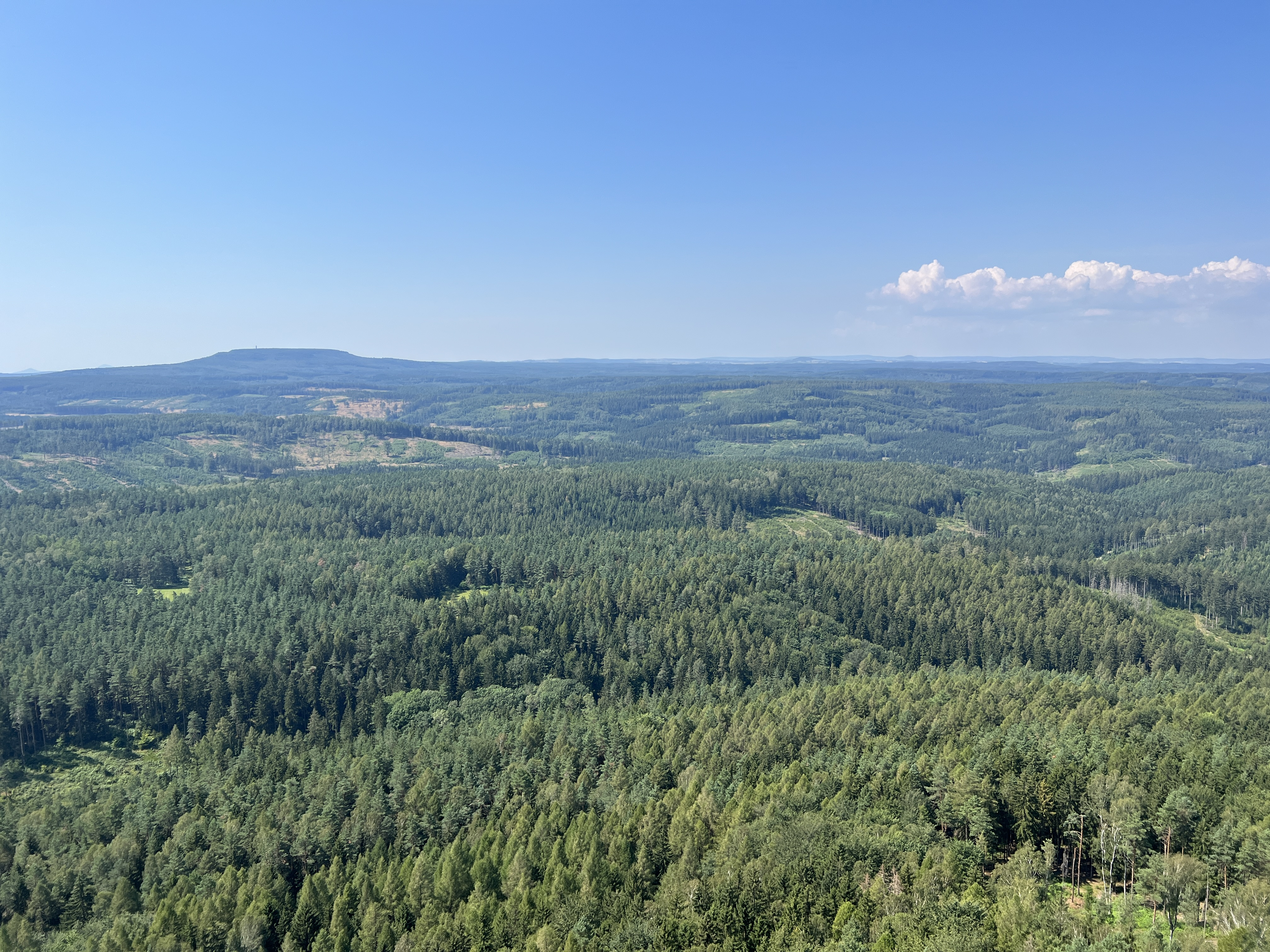
Veduta

Dalla cima è possibile vedere colline, formazioni rocciose, villaggi e città circostanti tra cui (da Nord-est per il sud fino a Nord-ovest):  Falkenstein, Schrammsteine, Tanečnice(Tanzplan), Großer Winterberg, Zirkelstein, Kottmar, Prebischtor, Mezní Louka (Rainwiese), Vlčí hora (Wolfsberg), Jedlová (Tannenberg), Pěnkavčí vrch (Finkenkoppe), Studenec(Kaltenberg), Zlatý vrch (Goldberg), Růžovský vrch (Rosenberg), Ještěd (Jeschken), Klíč (Kleis), Bezděz (Bösig), Buková hora (Zinkenstein) (con la sua ben visibile torre televisiva), Lovoš(Lobosch), Kletečna (Kletschen), Milešovka (Milleschauer), Děčínský Sněžník (Hoher Schneeberg) e Dresda.

## Incidente aereo
Il 14 febbraio 2010 un velivolo leggero Cessna Citation 550 si è schiantato sul fianco sud della collina in una zona scoscesa. L'aereo apparteneva alla compagnia aerea Cecoslovacca, Time Air, ed era diretto da Praga a Karistad, in Svezia. Entrambi i piloti hanno perso la vita. Secondo un'analisi della scatola nera la causa dello schianto è stata una manovra acrobatica (rollio degli alettoni) per eseguire la quale l'aereo non era autorizzato.